# 西羽生駅

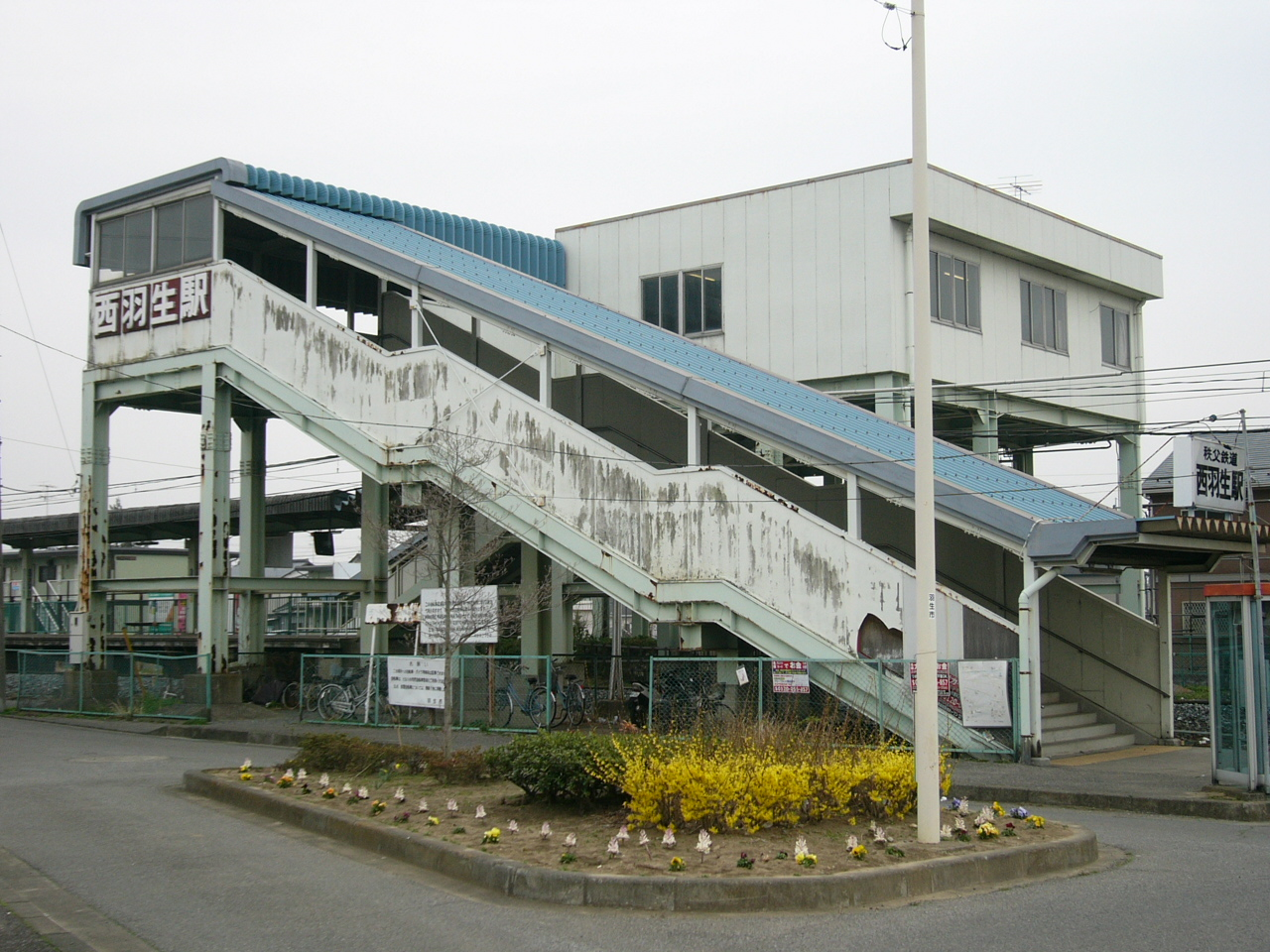
北口（2006年3月）

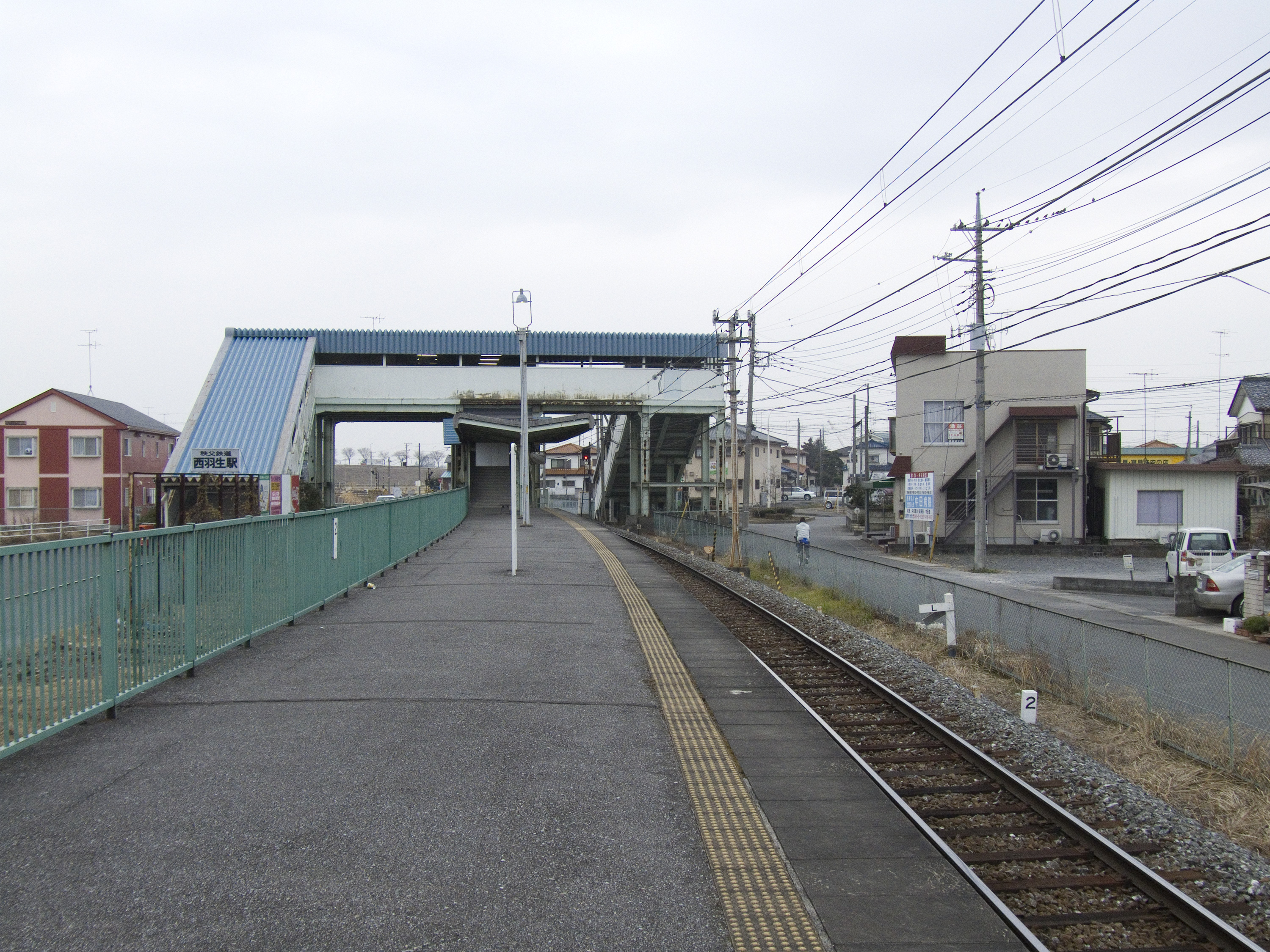
ホーム（2008年1月）

西羽生駅（にしはにゅうえき）は、埼玉県羽生市西五丁目にある秩父鉄道秩父本線の駅である。駅番号はCR02。

## 歴史
- 1981年（昭和56年）9月1日：開業[1][2]。
- 2022年（令和4年）3月12日：ICカード「PASMO」の利用が可能となる[3]。同時に無人化[3]。

## 駅構造
- 単式ホーム1面1線を有する地上駅で、橋上駅舎がある。無人駅。簡易PASMO改札機設置駅。トイレは設置されていない。
- 無人化以前は業務委託駅（管理駅：熊谷駅）であり、窓口の営業時間は月曜日・水曜日・金曜日が7:00 - 14:00、火曜日・木曜日が11:40 - 18:40、土曜日・休日が7:00 - 15:00だった[4]。
- 1面2線の島式ホームにできるような敷地が確保されているが、現在ホームの片側にはフェンスが張られている。

## 利用状況
2019年度の利用者数は秩父本線37駅中「26位」。
年度ごとの1日平均乗車人員は以下の通り。
| 年度               | 乗車人員 （1日平均） |
| ------------------ | -------------------- |
| 1999年（平成11年） | 204                  |
| 2000年（平成12年） | 229                  |
| 2001年（平成13年） | 246                  |
| 2002年（平成14年） | 218                  |
| 2003年（平成15年） | 210                  |
| 2004年（平成16年） | 199                  |
| 2005年（平成17年） | 202                  |
| 2006年（平成18年） | 198                  |
| 2007年（平成19年） | 195                  |
| 2008年（平成20年） | 198                  |
| 2009年（平成21年） | 186                  |
| 2010年（平成22年） | 164                  |
| 2011年（平成23年） | 163                  |
| 2012年（平成24年） | 173                  |
| 2013年（平成25年） | 173                  |
| 2014年（平成26年） | 169                  |
| 2015年（平成27年） | 165                  |
| 2016年（平成28年） | 163                  |
| 2017年（平成29年） | 164                  |
| 2018年（平成30年） | 154                  |
| 2019年（令和元年） | 147                  |
| 2020年（令和2年）  | 106                  |

## 駅周辺
駅周辺は住宅地となっている。
また、北口・南口への階段下に羽生市が管理する駐輪場が存在している。(2024年12月26日現在)

### 南口
- 国道122号
- カネマス（学校体操服メーカー） 本社・工場

### 北口
- 埼玉県立羽生実業高等学校
- 羽生市立西中学校
- 羽生西公園

## 隣の駅
秩父鉄道
■秩父本線
■急行「秩父路」（土休日のみ運転）
通過
□各駅停車
羽生駅 (CR01) - 西羽生駅 (CR02) - 新郷駅 (CR03)